# Heterophrynus armiger
Heterophrynus armiger är en spindeldjursart som beskrevs av Pocock 1902. Heterophrynus armiger ingår i släktet Heterophrynus och familjen Phrynidae. Inga underarter finns listade i Catalogue of Life.